# Rhypopteryx fontainei
Rhypopteryx fontainei är en fjärilsart som beskrevs av Collenette 1961. Rhypopteryx fontainei ingår i släktet Rhypopteryx och familjen tofsspinnare. Inga underarter finns listade.